# 파킨슨병
파킨슨병(영어: Parkinson's disease, PD)은 느린 동작, 정지시 떨림, 근육 경직, 질질 끌며 걷기나 굽은 자세와 같은 자세불안정 증상들을 특징으로 하는 진행형 신경 퇴행성 질환이다. 심각한 인식 장애와 미약한 언어 장애도 발생하는데 만성적이고 진행적이다. 그리고 운동장애가 발생하여 움직이는 것이 불편하게 된다.
주로 흑질(substantia nigra)의 불완전한 도파민의 생성 및 작용으로 운동신경 피질의 자극이 감소되어 일어난다. 일본뇌염, 뇌매독, 이산화탄소 중독, 망간 중독이나 윌슨병에 걸렸을 때도 나타날 수 있다. 발병할 수 있는 확률은 1천명 중 1명 꼴이지만 나이가 많을수록 발생빈도가 높다.

## 증상
파킨슨병(Parkinson's disease)의 증상은 경직, 근육의 떨림, 느린 움직임, 부정확한 조준, 신체적이거나 정신적인 활동을 잘 개시하지 못함, 그리고 공간적인 혼미 등이다. 또한, 뒷목이나 허리의 통증 등이 초기증상으로 나타날 수 있고, 말을 할 때 목소리가 작아지는 등의 증상이 나타날 수 있다. 대부분의 환자들은 발병 초기에 우울해지는데, 우울증은 단지 이 병에 대한 반응으로 나타나는게 아니라 병의 일부일 수도 있다. 이 병의 증상이 다양하고 다른 장애의 증상들과 겹치기도 하기 때문에 의사들은 정확한 진단을 내리는데 곤란을 겪을 때가 종종 있다.

## 특징
파킨슨병은 50세 이상의 사람들에게서 약 100명 당 한 사람 꼴로 발병하는데, 미국에서는 흑인보다 백인에게서 그 비율이 더 높다. 파킨슨 병의 직접적인 원인은 특히 흑질과 편도체에 있는 뉴런들이 서서히 죽어가는 것이다. 대부분의 연구는 꼬리핵과 피각으로 도파민성 축색을 보내는 흑질의 뉴런들에 집중되어 왔다. 이 축색들은 D1 수용기는 흥분시키고, D2 수용기는 억제하는데, 파킨슨병의 경우 이 두 종류의 수용기 모두에서 도파민이 상실되면 그 순 효과는 담창구에서 시상으로 가는 억제적 출력이 증가하는 것이다.
연구자들의 추정에 따르면 보통사람들은 45세쯤부터 시작해서 일 년마다 흑질 뉴런의 1%를 약간 넘는 수를 상실한다. 우리들 대부분은 필요한 것보다 더 많은 뉴런들을 갖고 있지만 어떤 사람들은 더 적은 수의 뉴런을 가지고 시작하기도 하고 어떤 사람들은 더 빠른 비율로 상실하기도 한다. 생존하는 흑질 뉴런의 수가 정상인의 20~30% 수준으로 감소하면 파킨슨병의 증세가 나타나기 시작한다. 흑질 치밀부의 도파민계 신경이 60~80% 정도 소실 후 증상이 명확하게 나타나게 된다. 세포상실이 많을수록 증세가 더 심하다.

## 원인
대부분의 다른 심각한 신경학적 또는 심리학적 장애들과 달리 파킨슨병은 유전성이 비교적 낮다. 대개의 환자들에겐 파킨슨병에 걸린 친척들이 없다. 일란성 쌍둥이 중 한 사람이 이 병에 걸린 경우 다른 한 사람도 그럴 확률은 10%도 되지 않는다. 이는 물론 다른 사람들이 그 병에 걸리는 확률인 0.1%보다는 분명히 높지만, 그렇게 엄청나게 높은 건 아니다. 그러나 일란성 쌍둥이 중 한 사람이 파킨슨병에 걸리고 다른 한 사람은 그렇지 않을 경우, 그 병에 걸리지 않은 쌍둥이는 일반적으로 정상 이하 수준의 도파민 시냅스를 갖고 있다. 한 가지 가능한 해석은 어떤 유전자가 그 사람이 파킨슨병에 취약한 정도를 증가시키거나 감소시키며, 환경 내의 무엇인가가 그 소인이 질병으로 진행되는지 아닌지를 결정한다는 것이다.
그런 환경 요인들로 가능한 것에는 뇌의 특정 부위로 가는 혈류의 차단, 특정 약물과 독에 대한 장기간의 노출,그리고 뇌염이나 기타 바이러스에 의해 감염되었던 과거력이 포함된다. 독물이 파킨슨병의 원인일 가능성은 우연히 발견되었다. 1982년 북부 캘리포니아에서 22세부터 42세의 사람들 여러 명이 헤로인과 유사한 약물을 복용한 뒤 파킨슨병의 증상들을 나타내었다. 의사들은 처음에 이 환자들이 너무 젊었기 때문에 파킨슨병이라고 진단하기를 주저했지만 결국은 그렇다는 게 분명해졌다. 연구자들이 그 지역사회에 헤로인 대신 사용되던 그 약물의 위험성을 경고하기도 전에, 많은 다른 사람들이 그런 증상을 경미한데서부터 치명적인 정도까지 나타내게 되었다.
이 사람들이 사용했던 약물에는 MPTP가 섞여 있었는데, 이 화학물질은 신체 내에서 MPP+로 변환된 후 도파민을 분비하는 뉴런 내에 축적되고 나서는 그 뉴런을 파괴해 버린다. 시냅스후 뉴런은 도파민의 상실을 도파민 수용기의 수를 증가시킴으로써 보충한다. 파킨슨병의 증상들은 부분적으로는 도파민 입력의 감소로 인하여, 또 부분적으로는 여분의 수용기들의 흥분하기 쉬운 과도한 반응성으로 인하여 생겨난다.
많은 파킨슨병의 사례들이 비합법적인 약물을 사용한 때문이라고 가정하는 사람은 아무도 없다. 더 그럴듯한 가설은 사람들이 가끔씩 오염된 공기나 물에 있는 MPTP 또는 그와 유사한 물질에 노출된다는 것이다. 많은 제초제와 살충제가 그런 물질일 가능성이 높다. 50세가 되기 전에 파킨슨병의 증상이 시작된 환자들에 대한 한 연구에서는 그들 중 많은 양의 살충제와 제초제에 노출되었던 사람들의 비율이 보통 이상으로 높았다.
대부분의 연구자들은 독물에 대한 노출이 파킨슨병의 주요 원인이라고 생각하지 않는다. 만약 그게 주요 원인이라면, 어떤 지역에서는 거의 전염병에 가까운 수준으로 파킨슨병이 생겨나고 다른 지역에서는 거의 생겨나지 않을 것이라고 예상해야 한다. 그러나 이병의 발생지가 여기저기 분산되어 있다는 사실은 독물이 이 병의 여러 가지 원인들 중의 하나일 뿐임을 시사한다.
2003년, Alpha-Synuclein(SNCA)의 프로모터의 가변성이 파킨슨병(PD)을 일으키는데 한 몫 한다는 것이 밝혀졌다. 이를 밝힌 연구진은 SNCA 돌연변이체가 야생형 단백질과는 달리 질적인 방식보다 양적인 방식(quantitative manner)으로 작용한다는 증거를 지지한다.

### MPTP
Langston et al.(1984)는 다람쥐 원숭이에 MPTP를 주입하면 파킨슨병을 일으킨다는 사실을 발견했다. 마우스 연구는 MPTP에 대한 감수성이 나이가 들면서 증가한다는 것을 보여주었다.

### 농약과 살충제 로테논
2000년에 파킨슨병에 대한 또 다른 동물 모델이 발견되었다. 농약과 살충제 로테논이 흑질에서 도파민성 뉴런을 죽임으로써 쥐에게 파킨슨병을 일으키는 것으로 나타났다.

### 장내 미생물과 미주신경[1][2]
파킨슨병이 아마도 내장에서 시작해서 미주신경을 거쳐 뇌로 퍼지는 것이라는 연구결과가 있다. 미주신경을 절제했더니 파킨슨병의 발병이 눈에 띄게 줄었다. 이는 장내로부터 미주신경을 통해서 파킨슨병이 전달되는 것임을 보여주는 증거이다. 최소한 5년 전 줄기 바고토미 수술을 받은 사람은 그렇지 않은 사람보다 40% 정도 적게 파킨슨병이 발병한다는 연구 결과다.

### 대사증후군[3]
이를 파킨슨병의 원인이라고 할 수는 없겠지만, 복부비만, 고지혈증, 고혈압 등 대사증후군에 속하는 사람이 그렇지 않은 사람보다 파킨슨병에 걸릴 확률이 2.2배 높다는 연구 결과가 있다.

### 나이와 성별[4]
이 역시 파킨슨병의 원인이라고 할 수는 없으나, 파킨슨병은 나이가 들수록 발생빈도가 높아진다. 보도에 따르면 60대 이상의 비율은 열 명 중 아홉(90.9%)을 넘었다.

### 제2형 당뇨병[5]
이 역시 파킨슨병의 원인이라고 할 수는 없겠지만, 제2형 당뇨병 환자는 파킨슨병 발병 위험이 증가하는 것으로 나타났다. 제2형 당뇨병 환자는 당뇨병이 없는 사람보다 파킨슨병 발병 위험이 32% 높은 것으로 나타났다. 특히 당뇨병 합병증이 있는 환자는 파킨슨병 발병 위험이 49%나 높았다.

### 위장질환[6]
만성 위장질환으로 알파시너클레인이 다량 축적되면 신경계가 손상돼 파킨슨병이 발생할 수 있다는 연구 결과가 있다.

### 흑색종[7]
흑색종이 파킨슨병의 원인일 수 있다는 연구 결과가 있다.

### ADHD[8][9]
21~49세 사이의 ADHD 환자 중 각성제 처방을 받은 이들의 파킨슨병에 걸릴 확률이 8.6배 높다는 연구 결과가 있다.

## L-Dopa 요법
전통적인 파킨슨병 치료법으로 상실된 도파민을 대체하는 것이었다. 그러나 도파민 알약은 효과가 없다. 도파민의 전구물질인 L-dopa(레보도파)는 혈뇌장벽을 통과하기 때문에 매일 알약으로 복용하면 L-dopa가 뇌에 도달하여 뉴런이 그것을 도파민으로 전환시킨다. L-dopa는 증세를 완화시키기는 하지만 널리 죽는 것을 중지시키지 못하여서 결국엔 너무 많은 뉴런이 사망하게 되고 L-dopa로도 증세가 완화되지 않는다. 또, 뇌로 들어가는 L-dopa의 양을 늘리기 위하여 많은 양을 복용해야 한다는 단점이 있다.
L-dopa의 또 다른 제한점은 그것이 여분의 도파민을 필요로 하는 세포만이 아니라 다른 세포에도 들어가서 메스꺼움, 안절부절못함, 수면장애, 저혈압, 상동적 운동(stereotyped movements), 환각과 망상, 소화기장애 등의 해로운 부작용을 초래한다는 것이다. 이런 효과들은 L-dopa가 뇌로 들어가기 전에 도파민으로 전환되는 것을 방지하는 약물을 추가로 사용하거나L-dopa를 천천히 투여하는 여러 가지 기구를 사용함으로써 어느 정도 경감시킬 수 있다.
L-dopa의 부작용은 일반적으로 지연시키기도 한다. 그러나 연구결과는 이런 접근법 효과를 사용 하지 않는다.

## 다른 치료법
L-dopa의 제한점들이 이러한 상황에서, 연구자들에겐 대안적인 약물과 보조적인 약물이 있다. 효과적인 약물 중 하나인 데프레닐(deprenyl)은 흑질 뉴런의 상실 속도를 느리게 하고, L-dopa의 필요성을 감소시키며, 파킨슨병 환자의 생명을 연장시킨다. 이 약물은 또한 정상적인 늙은 쥐에게서 활동을 증가시키고 그 생명을 연장시키는 것으로 밝혀졌다. 처음에는 연구자들이 데프레닐의 이러 효과가 모노아민 산화효소B 라는 효소를 차단하는 능력 때문이라고 생각했다. 이 효소는 여러 효과를 갖는데, 그 중 하나는 도파민을 불활성 화학물질로 분해하는 것이다. 따라서 데프레닐은 모노아민 산화효소B를 차단함으로써 도파민의 효과를 연장시킬 수 있다는 논리였다. 데프레닐은 또한 모노아민 산화효소 B가 MPTP 같은 무해한 화학물질을 MPP+ 같은 유해한 것으로 전환시키는 것을 방지할 수도 있었다. 그러나 나중의 연구에서는 이 약이 모노아민 산화효소 B를 함유하고 있지조차 않은 흑질 뉴런들의 생존을 향상시킨다는 것이 밝혀졌다. 따라서 데프레닐은 부분적으로 아직까지 알려지지 않은 다른 경로를 통하여 작용하고 있음에 분명하다.
다른 치료법은 도파민 수용기를 직접 자극하는 약물을 사용하는 것이다.이론적으로는 글루타민산 수용기를 억제하는 약물 또한 효과가 있을 것인데, 왜냐하면 도파민은 글루타민산의 분비를 억제하기 때문이다. 그러나 도파민 수용기를 직접 자극하는 약물은 메스꺼움을 비롯한 불쾌한 부작용을 여러 가지 초래하며, 글루타민산 수용기를 억제하는 약물은 감각, 학습,그리고 기억을 방해한다. 이상적으로는 연구자들이 제한된 뇌영역에서만 도파민을 자극하거나 글루타민산을 억제하는 방법을 찾아내고 싶어한다. 당분간은 소량의 L-dopa와 소량의 도파민 수용기 자극제를 조합하여 사용하는 것이 일반적인 방략인데, 그럼으로써 어느 한 약물을 대량으로 사용하는 것보다 더 좋은 이득 대 부작용 비율을 얻을 수 있기 때문이다.
니코틴 또한 가능한 한 가지 치료법이지만, 연구자들은 그에 대해 조심스런 입장을 취해왔다. 파킨슨병은 담배를 피우는 사람들보다 피우지 않는 사람들에게서 더 흔하게 나타난다. 담배 속의 니코틴은 도파민 분비를 증가시키고 도파민이 D1 수용기에 결합하는 것을 촉진하며 모노아민 산화효소 B를 차단하는데, 신경영양용소들이 그러는 것처럼 특정 뉴런들의 생존을 향상시킬지도 모른다. 이런 이득이 있다고 해서 담배를 피우기 시작해야 하다는 것은 아니다. 왜냐하면 흡연으로 인하여 암과 폐기종에 걸릴 위험의 증가가 파킨슨병에 걸릴 위험의 감소보다 훨씬 크기 때문이다. 그래도 니코틴(담배 속에 있는 타르는 제외하고)이 파킨슨병에 대한 다른 치료법들을 보충할 수 있다는 가능성은 여전히 남아있다.
또다른 방략은 태아에게서 뉴런을 추출하여 뇌의 손상 부위에 이식하는 것이다. 지금은 그 결과가 일관적이지 않았다는 것만 지적해 두자. 뇌 이식은 아직 실험단계에 머물러 있는 것이다.
백혈병 치료제인 닐로티닙(제품명 타시그나)을 이용한 파킨슨병 치료방법이 개발되었다는 보도가 있었다. 파킨슨병과 루이바디병(퇴행성 치매) 환자 12명을 대상으로 소량의 닐로티닙을 6개월간 투약한 결과, 10명이 운동능력을 회복하고 증세가 호전됐다.

## 사례
미국 헐리우드의 유명 배우였던 로빈 윌리엄스는 파킨슨병 초기 단계에서 우울증을 겪다가 2014년 8월 12일 자택에서 목을 매 숨졌다.

## 연구 동향
가까운 미래에 중대한 새로운 PD 치료의 가능성은 거의 없다. 현재 활발한 연구 방향은 새로운 동물 모델에 대한 탐색, 유전자 치료의 잠재적 유용성 연구, 줄기세포 이식 및 신경 보호제를 포함한다.

### 동물모델
질병의 일부 증상을 보이는 동물모델이 연구에 사용되지만, PD는 인간 이외의 어떤 종에서도 자연적으로 발생하는 것은 알려져 있지 않다. 1980년대 초 오염된 합성 아편 MPPP 배치를 섭취한 마약 중독자의 그룹에서 관찰된 파킨슨 증상은 인간에서뿐만 아니라 인간이 아닌 영장류에서 파킨슨 증후군을 유발하는 물질로서 합성MPTP의 발견을 이끌었다.
다른 많이 사용되는 독소 기반 모델은 살충제인 로테논, 제초제 파라콰트 및 곰팡이제거제 마넵을 사용한다.독소에 기초한 모델은 가장 일반적으로 영장류에서 사용된다. PD의 다양한 양태를 복제하는 형질 전환 설치류 모델이 개발되었다. (5) 6-OHDA 알려진 신경독 6-히드록시도파민을 사용하여, 흑샐질에 주입되었을 때 흑질 선조체 경로에 있는 도파민성 신경을 표적하여 파괴함으로써 쥐에서 파킨슨 병 모델을 만들어 냈다.

### 유전자 치료
유전자 치료는 일반적으로 유전 물질을 뇌의 일부에 전달하는 비 감염성(즉, 예를 들면 아데노-관련 바이러스와 같은 바이러스성 벡터) 바이러스가 관여된다. 사용된 유전자는 PD 증상을 관리하는데 도움이 되는 또는 더한 손상으로부터 뇌를 보호하는 효소의 생산을 이끈다. 2010년에 PD에 유전자 치료를 사용하는 네 개의 임상 시험이 있었다. 유전자 치료의 임상적 유용성은 아직 알 수 없지만, 이 시험들에서 중요한 부작용은 없었다. 이 시험들 중 하나는 2011년에 긍정적인 결과를 보고했지만, 이 회사는 2012년 3월에 파산신청했다.

### 신경보호 치료

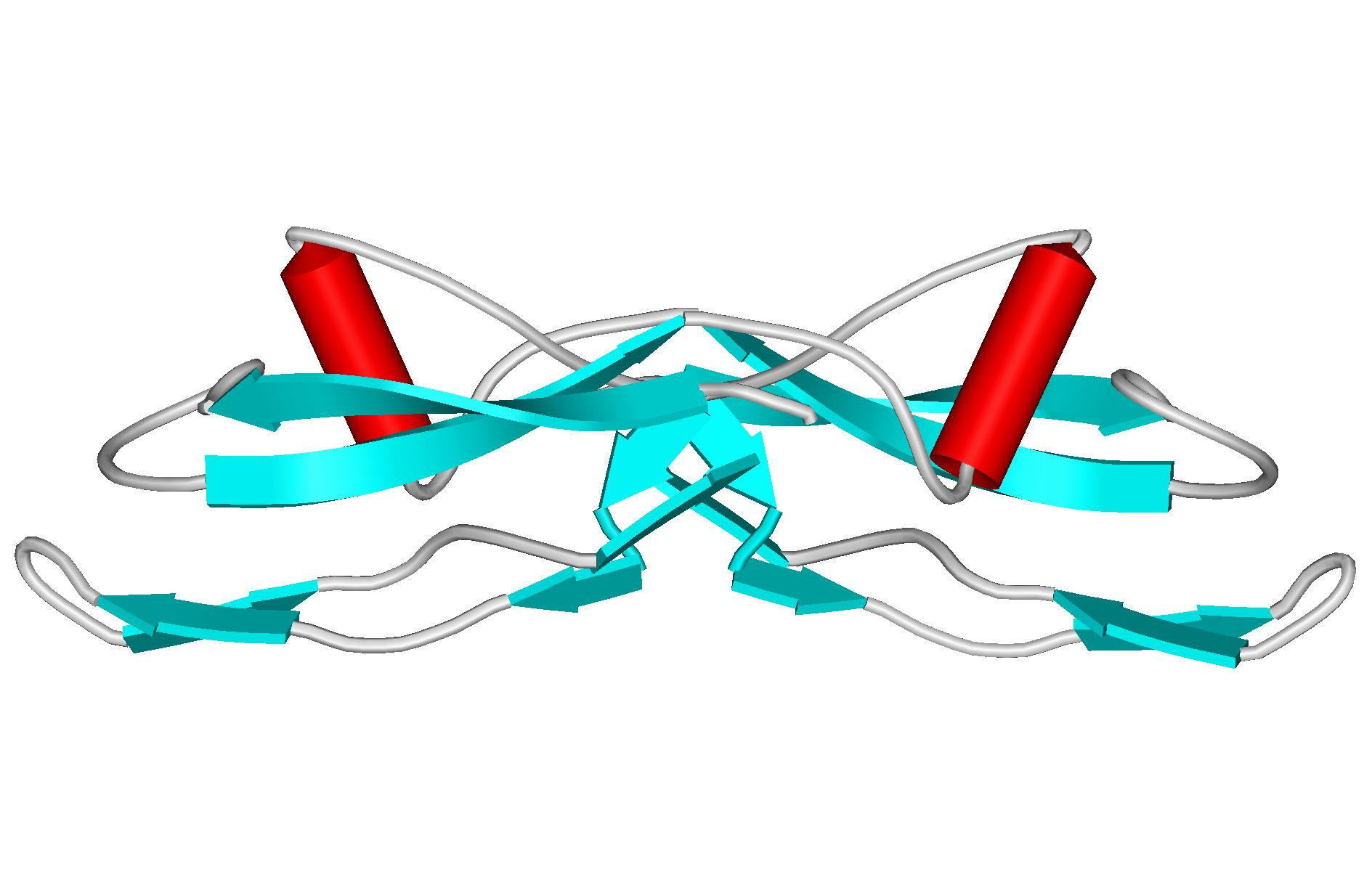
(상기 화학구조 이미지)와 같은 몇가지 화학물질은 PD에서 신경보호제로 제안되어 왔지만, 그들의 효과는 아직 증명되지 않았다.

신경보호에 대한 연구는 PD연구의 최전방에 있다. 몇가지 분자들이 잠재적 치료제로 제안되었다. 그러나, 그것들 중 아무것도 퇴행을 감소시킨다고 결정적으로 증명되지 않았다. 현재 연구되고 있는 물질로 항-세포자멸제(아미가필, CEP-1347), 항-글루타마터직스 (antiglutamatergics), 모노 아민 옥시다제 억제제 (셀레길린, 라사길린) 미토콘드리아 전구제(코엔자임 Q10, 크레아틴), 칼슘 채널 차단제 (이스라디핀)과 성장 인자 (GDNF)를 포함한다. 전임상 연구는 또한 알파-시누 클레인을 표적으로 하고 있다. 인간의 면역 시스템으로 하여금 알파-시누 클레인을 파괴하게 하는 백신, PD01A (오스트리아 회사, Affiris에 의해 개발)는 인간 임상 실험에 돌입했다.

### CDNF(대뇌 노파민 신경 영향성 인자)
CDNF가 파킨슨병 치료에 잠재적 가치가 있다는 연구 결과들이 있다.

### 망막검사
간단한 안구 검사만으로 파킨슨병을 조기 진단할 수 있다는 연구 결과가 있다.

### 시나몬
시나몬이 파킨슨병 완화에 도움이 된다는 연구 결과가 있다.

### 걷기 운동
2007년 경희대 의대 연구팀은 걷기운동이 뇌의 도파민 관련 신경세포가 신경독성물질로 인해 죽지 않도록 보호하는 역할을 한다는 것을 확인했다고 밝혔다.

### 고강도 운동
고강도 운동이 파킨슨병 증상 완화에 도움이 된다는 연구 결과가 있다.

### 레보도파의 소장 직접 투입 방법
미국 켄터키대 뇌과학연구소는 외국연구팀과 공동연구를 통해 레보도파를 소장(小腸)에 직접 투입하는 새로운 방법으로 환자들의 운동장애를 현저하게 감소시키는 결과를 얻었다고 ‘파킨슨병 저널(Journal of Parkinson Diease)’ 에 소개했다.

### 세리아 나노입자
2018년 서울대 현택환 화학생물공학부 교수 연구팀은 활성산소를 영역별로 제거하는 세리아 나노입자 시스템으로 파킨슨병의 치료법을 개발하였다.